# Keith Andrews (autóversenyző)
Keith Andrews (Denver, Colorado, 1920. június 15. – Indianapolis, Indiana, 1957. május 15.) amerikai autóversenyző.

## Pályafutása
1955-ben és 1956-ban részt vett a Formula–1-es világbajnokság versenynaptárában is szereplő indianapolisi 500 mérföldes autóversenyen. Az 1957-es futamot megelőző tesztek egyikén halálos balesetet szenvedett. Csapattársa, Giuseppe Farina visszalépett a versenyről a történtek után.

## Eredményei

### Indy 500
| Év       | Rajtszám | Rajthely | Eredmény | Körök | Élen | Kiesés oka |
| -------- | -------- | -------- | -------- | ----- | ---- | ---------- |
| 1955     | 31       | 28       | 20       | 120   | 0    | Gyújtás    |
| 1956     | 89       | 20       | 26       | 94    | 0    | ?          |
| Összesen | Összesen | Összesen | Összesen | 214   | 0    |            |

| Indulás  | 2 |
| Pole p.  | 0 |
| Első sor | 0 |
| Győzelem | 0 |
| Top 5    | 0 |
| Top 10   | 0 |
| Kiesett  | 2 |

### Teljes Formula–1-es eredménylistája
(Táblázat értelmezése)

(Félkövér: pole-pozícióból indult; dőlt: leggyorsabb kört futott) 

| Év   | Csapat                 | Modell            | Motor          | 1   | 2   | 3      | 4   | 5   | 6   | 7   | 8   | Helyezés | Pont |
| ---- | ---------------------- | ----------------- | -------------- | --- | --- | ------ | --- | --- | --- | --- | --- | -------- | ---- |
| 1955 | John McDaniel          | Schroeder         | Offenhauser L4 | ARG | MON | 500 20 | BEL | NED | GBR | ITA |     | -        | 0    |
| 1956 | Dunn Engineering       | Kurtis Kraft 500B | Offenhauser L4 | ARG | MON | 500 26 | BEL | FRA | GBR | GER | ITA | -        | 0    |
| 1957 | Giuseppe Farina Racing | Kurtis Kraft 500G | Offenhauser L4 | ARG | MON | 500 Nk | FRA | GBR | GER | PES | ITA | -        | 0    |